# 寺田駅 (富山県)
寺田駅（てらだえき）は、富山県中新川郡立山町浦田にある富山地方鉄道の駅である。駅番号はT08。

## 利用可能な鉄道路線
- 富山地方鉄道
  - ■本線
  - ■立山線

## 歴史
- 1931年（昭和6年）8月15日：富山電気鉄道の富山田地方駅 - 当駅 - 上市口駅間と当駅 - 五百石駅間の開通と同時に開業。
- 1943年（昭和18年）1月1日：富山電気鉄道が富山県内の鉄道会社を合併し富山地方鉄道に社名を変更。
- 1985年（昭和60年）11月25日：連絡運輸廃止[1]。
- 2016年（平成28年）9月23日：駅舎のリフォーム工事が完了。

## 駅構造
駅の北寄りに本線、南寄りに立山線のそれぞれ2面2線のホームを持つが、1番線と3番線の間に待合室が設置されており、2面のホームが一つにつながってコの字型になっている3面4線の地上駅である。ホームは駅舎側から順に4番、3番、1番、2番と変則的な付番になっており、寺田駅構内の立山線電車の離合は右側通行になっている。
駅舎は開業時より使用されている木造駅舎であり、駅名の表札が「驛田寺」と未だに「驛」かつ右書きで表記されている数少ない駅である。長年に渡りほとんど改修されずに使用されていたが、老朽化のため2016年に外壁の張り替えや窓のサッシ化など大規模なリフォームを行った。リフォーム後も出札窓口や待合室などはリフォーム前とほぼ変わっていないが、ICカード専用改札機が設置されている。
1番線と3番線の間の待合室内には売店・案内所があったほか中央のスペースには旧信号扱所が残されている。またこの待合室は現在は立ち入り禁止になっており、軒下のベンチと飲料水の自販機のみ利用できる。
両線は電鉄富山方で分岐する。旧・立山鉄道線（新宮川駅 - 旧・上市駅 - 五百石駅間）廃止の代替として、開業当初よりデルタ線の設置が予定され、駅東側に上市方面と五百石方面とを連絡する短絡線が敷かれる予定だった。路盤のみ完成していたが線路が敷かれることはなく、未成に終わっている。このため立山 - 宇奈月温泉間の直通運転を行う「アルペン特急」は、立山発宇奈月温泉行の場合まず立山線からの上り3番線で降車扱いを行い、電鉄富山方本線上に停車して方向転換し、本線下り2番線に入り乗車扱いを行う。宇奈月温泉発立山行の場合はこの逆である。

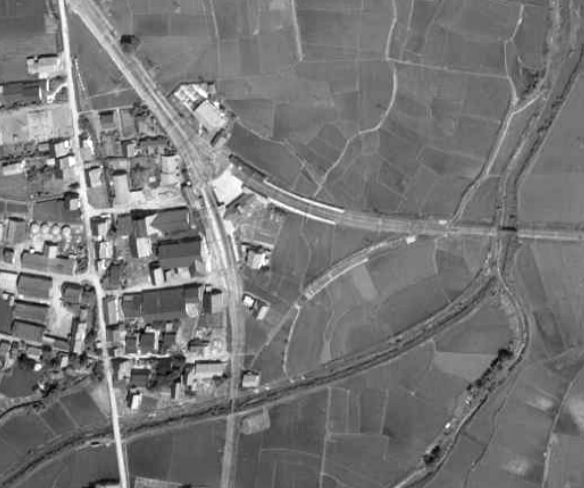
1961年当時の寺田駅。 予定されたデルタ線用の路盤が写っている。 帰属：国土交通省「国土画像情報（カラー空中写真）」 配布元：国土地理院地図・空中写真閲覧サービス

### のりば
| のりば | 路線    | 方向 | 行先                     | 備考                     |
| ------ | ------- | ---- | ------------------------ | ------------------------ |
| 4      | ■立山線 | 下り | 立山方面                 |                          |
| 3      | ■本線   | 上り | 電鉄富山方面             | 立山方面からの列車       |
| 1      | ■本線   | 上り | 電鉄富山方面             | 宇奈月温泉方面からの列車 |
| 2      | ■本線   | 下り | 電鉄黒部・宇奈月温泉方面 |                          |

### 配線図
| ← 電鉄富山 方面 | 寺田駅 鉄道配線略図 | → 宇奈月温泉 方面 |
|                 | ↓ 立山方面          |                   |
| 凡例 出典:      |                     |                   |

### ギャラリー

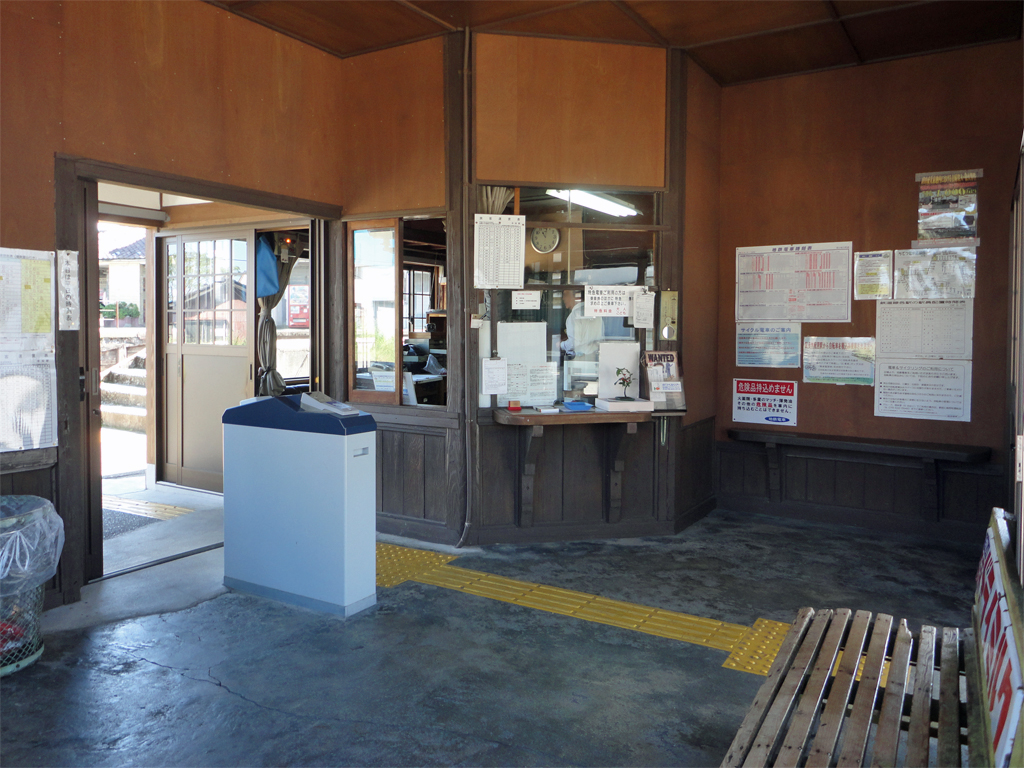
駅舎内（2019年11月）
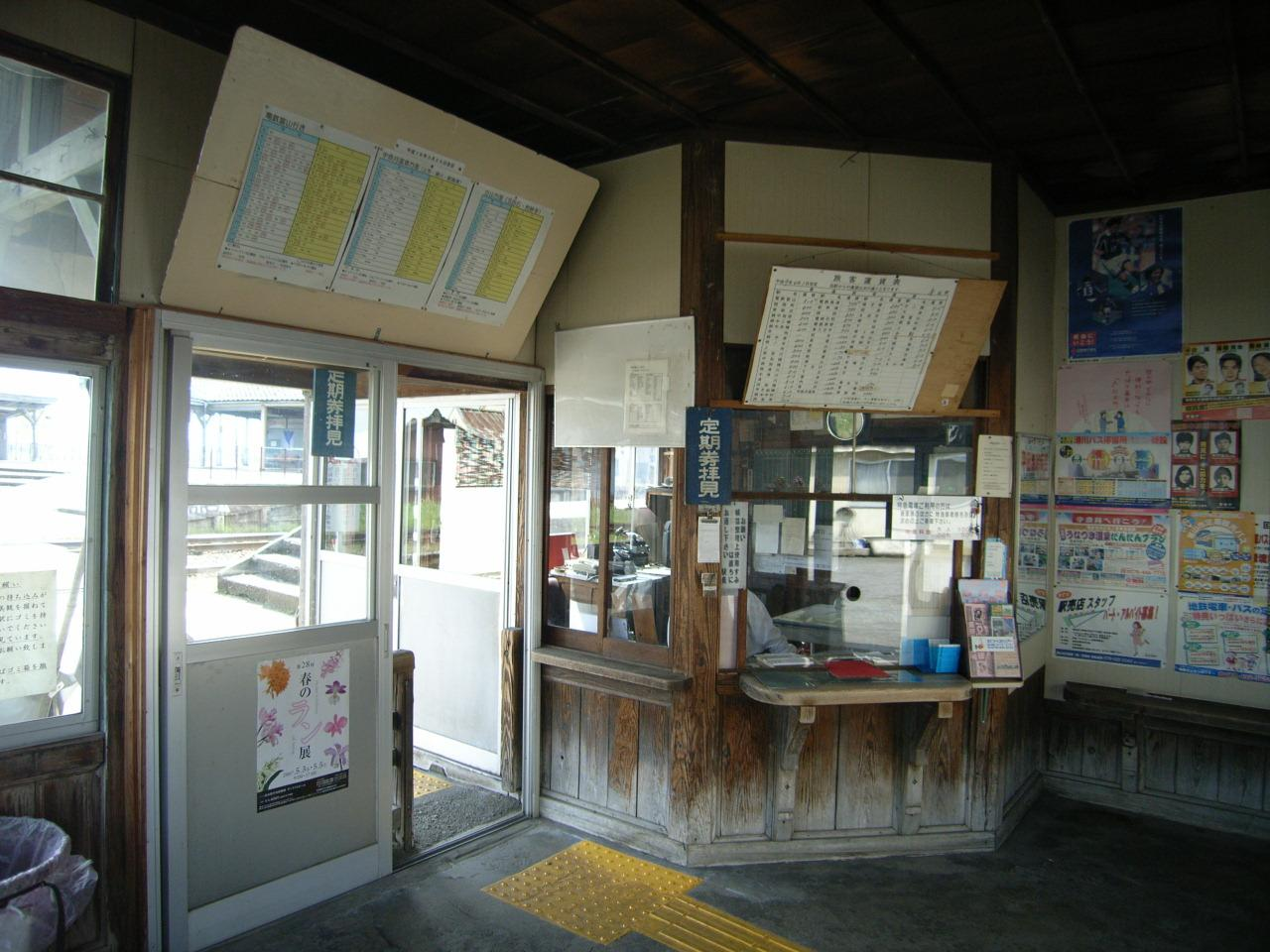
駅舎内（2007年5月、リフォーム前）
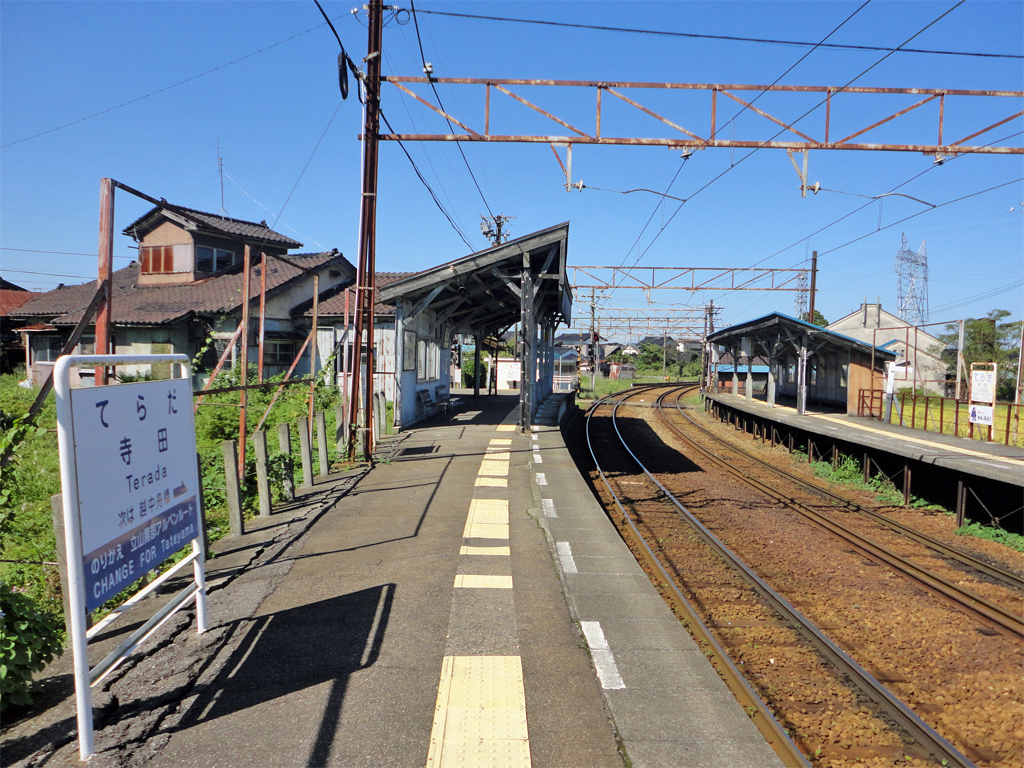
本線ホーム（2019年11月）
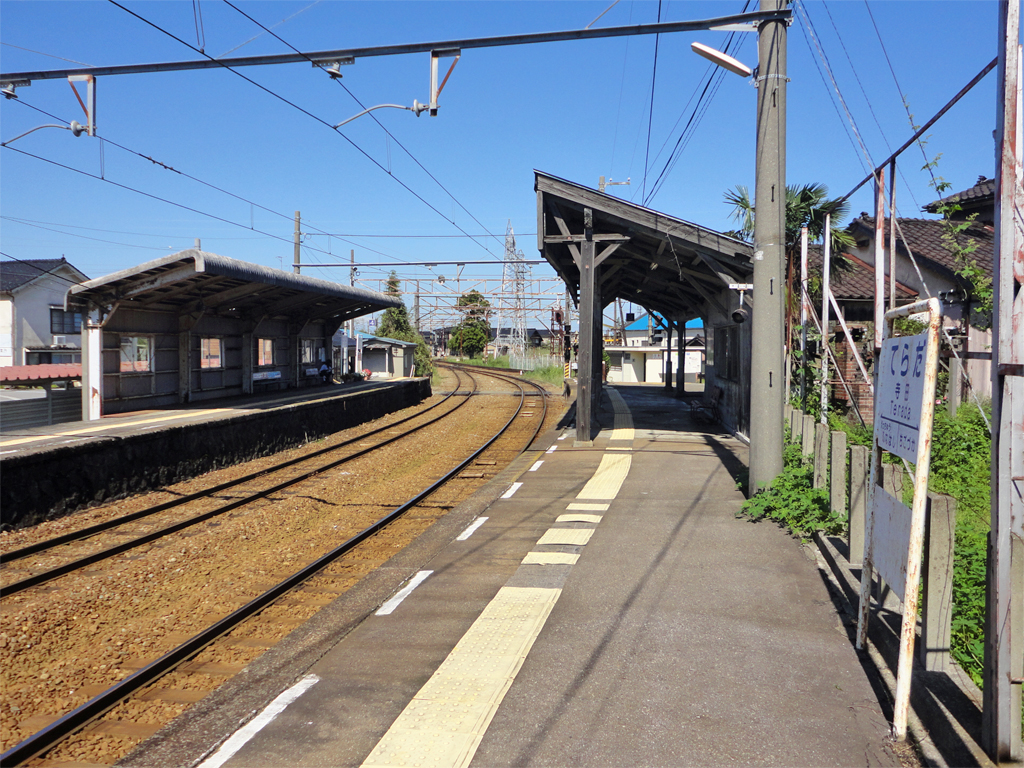
立山線ホーム（2019年11月）
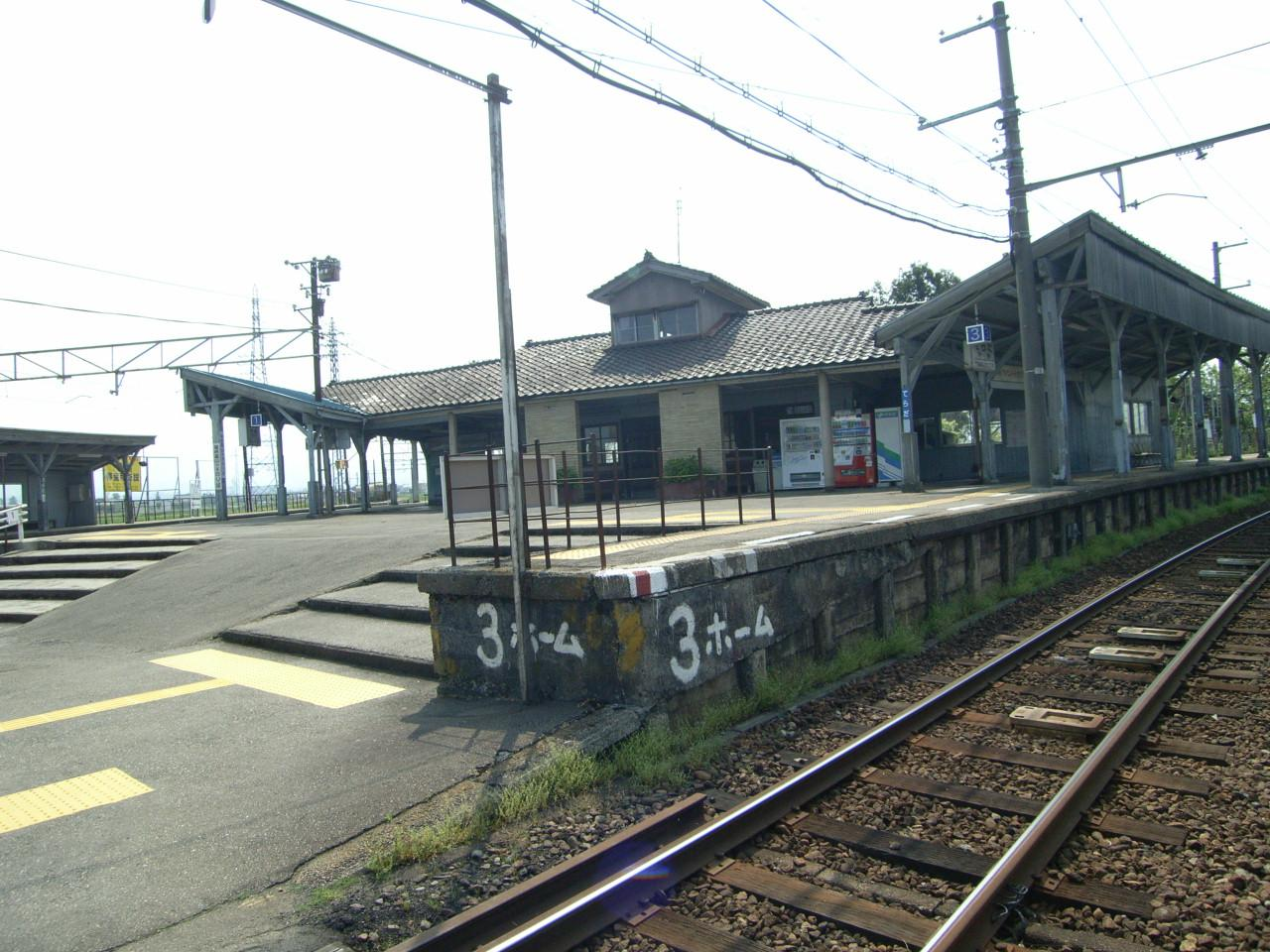
1番線と3番線の間の待合室（2007年5月）
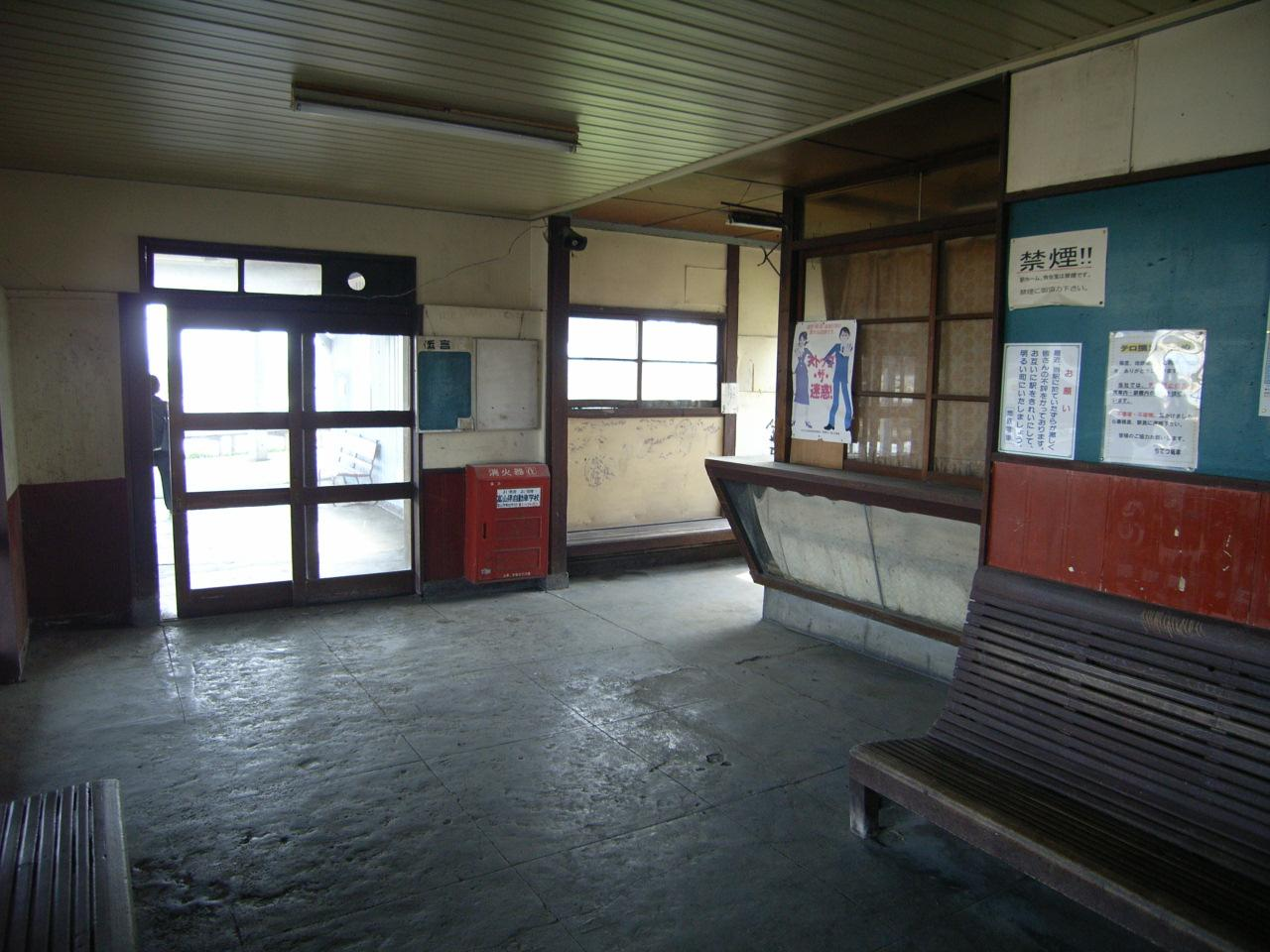
待合室内部（2007年5月）

## 利用状況
「富山県統計年鑑」と「統計たてやま」によると、2019年度の1日平均乗降人員は360人である。
近年の乗降人員推移は以下の通り。
| 年度   | 1日平均 乗降人員 |
| ------ | ---------------- |
| 1995年 | 490              |
| 1996年 | 490              |
| 1997年 | 449              |
| 1998年 | 412              |
| 1999年 | 384              |
| 2000年 | 371              |
| 2001年 | 352              |
| 2002年 | 357              |
| 2003年 | 355              |
| 2004年 | 343              |
| 2005年 | 351              |
| 2006年 | 348              |
| 2007年 | 357              |
| 2008年 | 351              |
| 2009年 | 336              |
| 2010年 | 338              |
| 2011年 | 331              |
| 2012年 | 350              |
| 2013年 | 320              |
| 2014年 | 347              |
| 2015年 | 350              |
| 2016年 | 353              |
| 2017年 | 368              |
| 2018年 | 382              |
| 2019年 | 360              |
| 2020年 | 280              |
| 2021年 | 284              |
| 2022年 | 304              |
| 2023年 | 286              |

## 駅周辺
- 白岩川

## 隣の駅
富山地方鉄道
■本線
■アルペン特急（立山行きのみ運転）
（立山線） ← 寺田駅 (T08) ← 上市駅 (T12)
■急行（上りのみ運転、当駅から越中舟橋方の各駅に停車）
越中舟橋駅 (T07) ← 寺田駅 (T08) ← 上市駅 (T12)
■普通
越中舟橋駅 (T07) - 寺田駅 (T08) - 越中泉駅 (T09)
■立山線
■アルペン特急（立山行きのみ運転）
（本線上市方面） → 寺田駅 (T08) → 立山駅 (T56)
■特急
電鉄富山駅 (T01) - 寺田駅 (T08) - 五百石駅 (T46)
■普通
越中舟橋駅 (T07) - 寺田駅 (T08) - 稚子塚駅 (T44)